# Gwinea Równikowa na Letnich Igrzyskach Olimpijskich 1984
Gwineę Równikową na Letnich Igrzyskach Olimpijskich 1984 reprezentowało 4 zawodników, tylko mężczyzn.

## Skład kadry

### Konkurencja biegowe
| Zawodnik              | Konkurencja    | Eliminacje  | Eliminacje  | Ćwierćfinały | Ćwierćfinały | Półfinały | Półfinały | Finał | Finał   | Źródło |
| Zawodnik              | Konkurencja    | Czas        | Pozycja     | Czas         | Pozycja      | Czas      | Pozycja   | Czas  | Pozycja | Źródło |
| --------------------- | -------------- | ----------- | ----------- | ------------ | ------------ | --------- | --------- | ----- | ------- | ------ |
| Gustavo Envela        | Bieg na 100 m  | 10.79       | 5.          | NQ           | NQ           | NQ        | NQ        | NQ    | NQ      | [ 1 ]  |
| Gustavo Envela        | Bieg na 200 m  | 22.14       | 7.          | NQ           | NQ           | NQ        | NQ        | NQ    | NQ      | [ 2 ]  |
| Secundino Borabota    | Bieg na 400 m  | DQ          | DQ          | NQ           | NQ           | NQ        | NQ        | NQ    | NQ      | [ 3 ]  |
| Bartolomé Esono Asumu | Bieg na 800 m  | 2:17.29     | 7.          | NQ           | NQ           | NQ        | NQ        | NQ    | NQ      | [ 4 ]  |
| Diosdado Lozano       | Bieg na 1500 m | Nie dotyczy | Nie dotyczy | 4:34.71      | 10.          | NQ        | NQ        | NQ    | NQ      | [ 5 ]  |